# Lippenlack

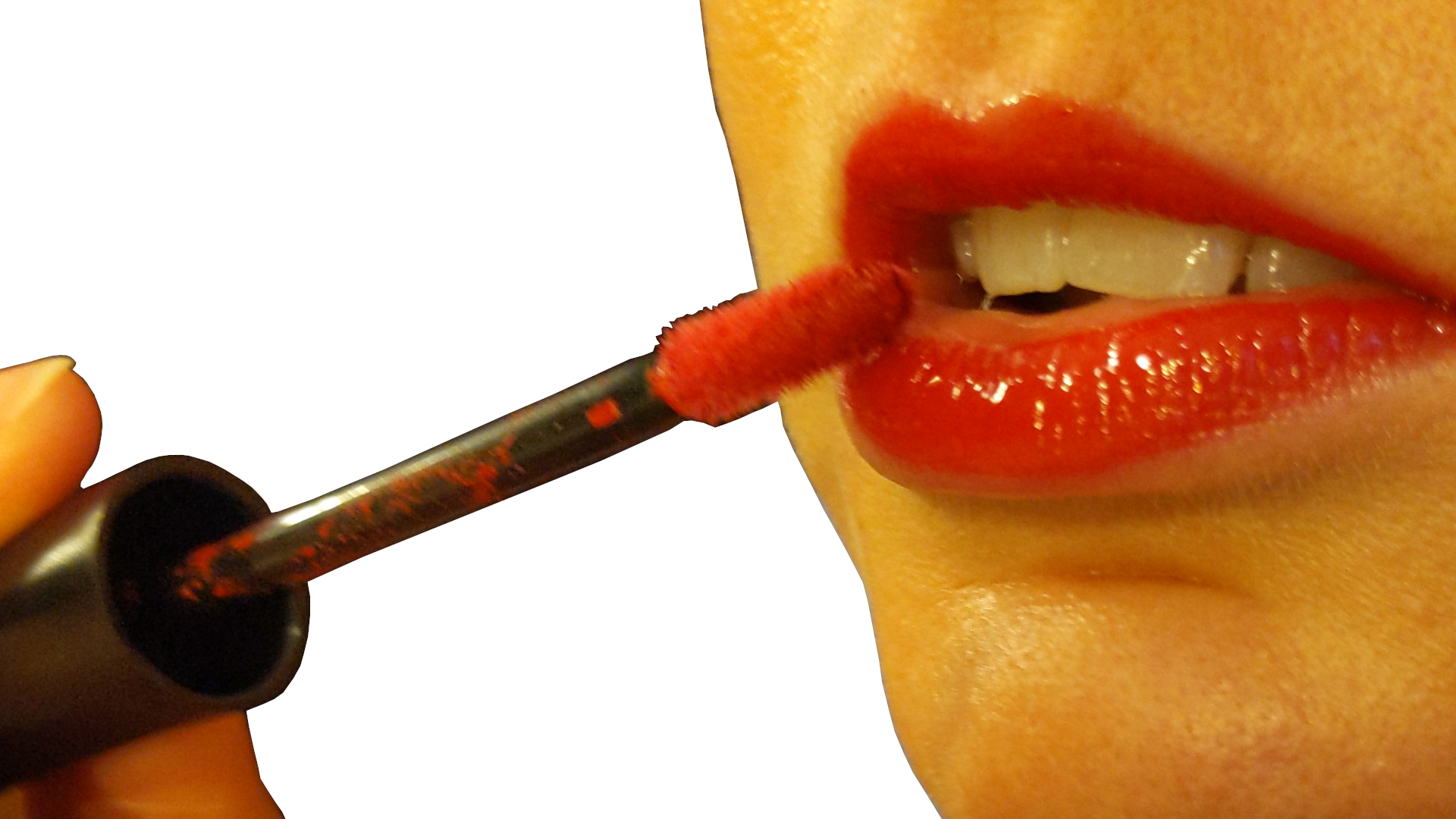
Lippenlack mit Farbpigmenten

Lippenlack wird zum Schminken der Lippen verwendet. Dabei wird zwischen Lippenlack mit Farbpigmenten und Lippenlack ohne Farbpigmente unterschieden.

## Lippenlack mit Farbpigmenten

### Anwendung
Lippenlack mit Farbpigmenten wird auf die trockenen und sauberen Lippen aufgetragen. Durch das Auftragen von Lippenlack mit Farbpigmenten sind Lippen farbig. Die Farbe des Lippenlacks ist dabei genauso intensiv wie die eines Lippenstiftes. Der Unterschied zum Lippenstift besteht darin, dass die Lippen zusätzlich glänzen. Nach der Verwendung des Lippenlackes spiegelt die Lippenoberfläche so intensiv, sodass der Eindruck erweckt wird, dass die Lippen lackiert wären.

### Inhaltsstoffe
Der Lippenlack besteht aus ähnlichen Stoffen wie ein Lipgloss. Neben Pflegestoffen, Kollagen und Wirkstoffen sind in Lippenlack auch Farbpigmente enthalten. Anders als beim Lipgloss sind die Farbpigmente in höheren Mengen enthalten.

## Lippenlack ohne Farbpigmente

### Anwendung
Lippenlack ohne Farbpigmente wird mit Hilfe eines kleinen Pinselns über den Lippenstift aufgetragen. Er dient dem Versiegeln der bereits aufgetragenen Lippenfarbe.

### Inhaltsstoffe
Lippenlack enthält Filmbildner und Weichmacher.